# USS Iwo Jima (LPH-2)
USS Iwo Jima (LPH-2) var ett amerikanskt amfibieattackfartyg av Iwo Jima-klass. Fartyget blev känt när man den 17 april 1970 tog upp kommandomodulen och de tre besättningsmedlemmarna från Apollo 13 ur Stilla havet. I filmen Apollo 13 var det systerskeppet USS New Orleans (LPH-11) som fick spela rollen som Iwo Jima.

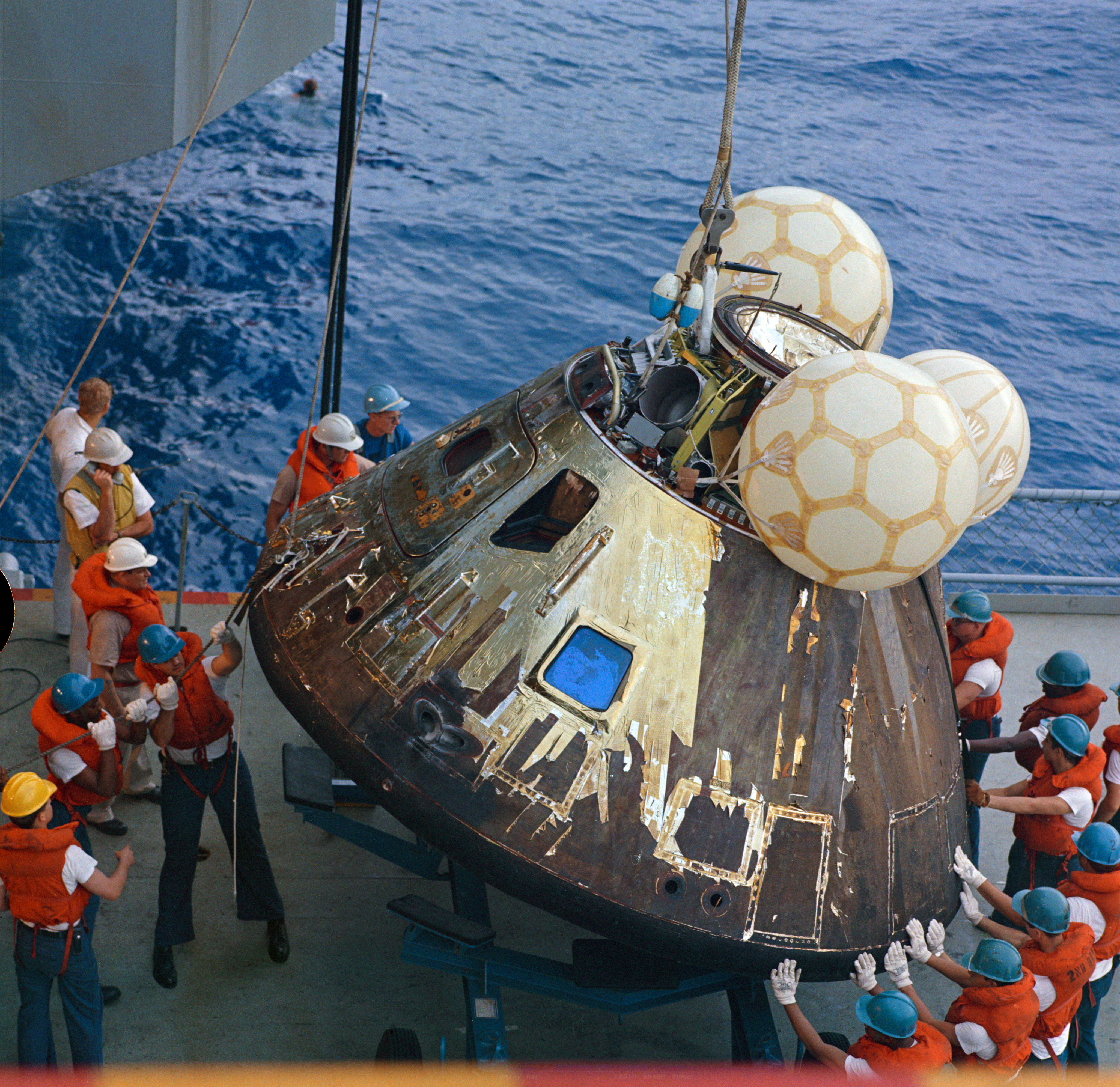
Apollo13 på Iwo Jimas däck.